# Henry Mejía
Henry Darío Mejía Reyes (* 13. März 1991 in Bambú, Departamento Colón; † 21. Mai 2014 in La Ceiba, Departamento Atlántida) war ein honduranischer Fußballspieler.

## Leben
Mejía wurde 1991 im Dorf Bambú, einen Vorort von Balfate im Departamento Colón, geboren und wuchs im benachbarten Río Esteban auf.

### Fußballkarriere
Mejía startete im Jugendalter seine aktive Fußball-Karriere beim CD Río Esteban an der Seite des späteren honduranischen Nationalspielers Romell Quioto. Anfang 2009 verließ er Río Esteban und wechselte in die Juveníl A des CD Victoria. Dort feierte Mejía im Rahmen des Torneo Apertura der Liga Nacional de Fútbol Profesional de Honduras am 29. Juli 2012 gegen CD Motagua sein Profi-Debüt. Nach seinem Einstand in der Liga Nacional de Fútbol Profesional de Honduras lief er in elf weiteren Spielen der LNP Honduras auf, bevor er im Dezember 2012 im Spiel gegen CD Olimpia einen Schlaganfall erlitt. Nach seinem Schlaganfall und einen damit verbunden akuten Nierenversagen beendete er seine aktive Karriere. In der Zeit seiner Erkrankung spendete sein Verein CD Victoria ein Teil des Eintrittsgeldes für die Dialyse von Mejía.

### Tod
Mejia erlag rund ein Jahr nach seinem Schlaganfall am 21. Mai 2014 einem Herzstillstand in La Ceiba im Departamento Atlántida. Zwei Tage später wurde der 23-jährige Fußballspieler in Balfate beigesetzt.